# Bona (Frankrijk)

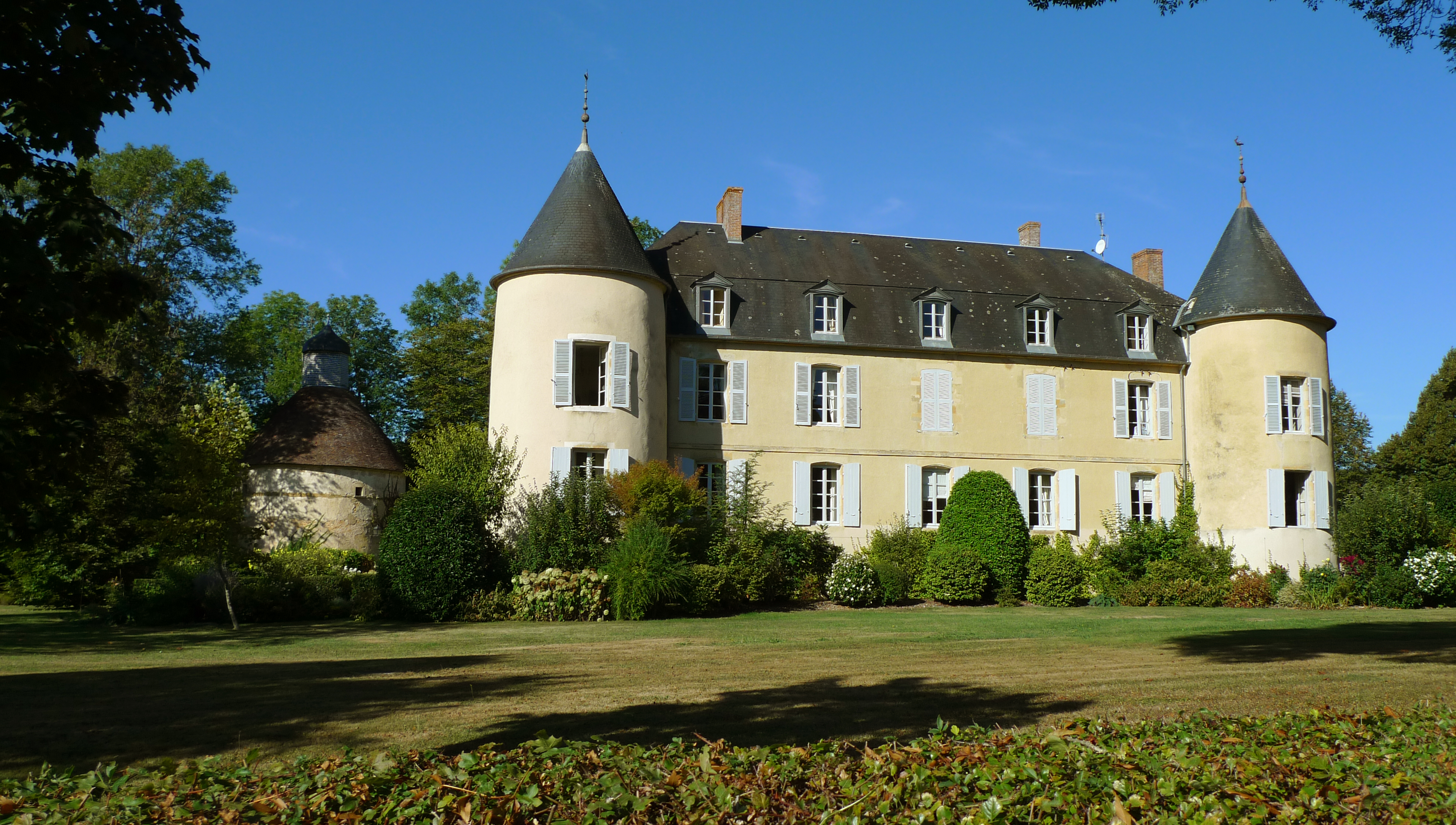
Kasteel

Bona is een gemeente in het Franse departement Nièvre (regio Bourgogne-Franche-Comté) en telt 314 inwoners (2009). De plaats maakt deel uit van het arrondissement Nevers.

## Geografie
De oppervlakte van Bona bedraagt 24,0 km², de bevolkingsdichtheid is 13,5 inwoners per km².
De onderstaande kaart toont de ligging van Bona (Frankrijk) met de belangrijkste infrastructuur en aangrenzende gemeenten.

## Demografie
Onderstaande figuur toont het verloop van het inwonertal (bron: INSEE-tellingen).